# Sukolilo Timur
Sukolilo Timur is een bestuurslaag in het regentschap Bangkalan van de provincie Oost-Java, Indonesië. Sukolilo Timur telt 2476 inwoners (volkstelling 2010).